# Port St. Lucie (Florida)
Port St. Lucie es una ciudad estadounidense ubicada en el condado de Santa Lucía, en el estado de Florida. En el Censo de 2010 tenía una población de 164.603 habitantes y una densidad poblacional de 551,44 personas por km².

## Geografía
Port St. Lucie se encuentra ubicada en las coordenadas 27°16′51″N 80°23′2″O / 27.28083, -80.38389. Según la Oficina del Censo de los Estados Unidos, Port St. Lucie tiene una superficie total de 298.5 km², de la cual 295.14 km² corresponden a tierra firme y (1.13%) 3.36 km² es agua.

## Demografía
Según el censo de 2010, había 164.603 personas residiendo en Port St. Lucie. La densidad de población era de 551,44 hab./km². De los 164.603 habitantes, Port St. Lucie estaba compuesto por el 74.29% blancos, el 16.34% eran afroamericanos, el 0.38% eran amerindios, el 1.98% eran asiáticos, el 0.07% eran isleños del Pacífico, el 3.91% eran de otras razas y el 3.02% pertenecían a dos o más razas. Del total de la población el 18.38% eran hispanos o latinos de cualquier raza.